# Brannerit
Brannerit ist ein eher selten vorkommendes Mineral aus der Mineralklasse der „Oxide und Hydroxide“. Es kristallisiert im monoklinen Kristallsystem mit der idealisierten Zusammensetzung UTi2O6, ist also chemisch gesehen ein Uran-Titan-Oxid. Da in natürlich gebildetem Brannerit allerdings meist geringe Anteile Uran durch Calcium, Yttrium und/oder Cer bzw. geringe Anteile Titan durch Eisen diadoch ersetzt sind, wird die Formel oft auch mit (U,Ca,Y,Ce)(Ti,Fe)2O6 angegeben.
Brannerit ist im Allgemeinen undurchsichtig und nur in dünnen Schichten und Splittern rötlich durchscheinend. Er bildet nur undeutlich ausgebildete, prismatische Kristalle, die allerdings bis zu 30 Zentimeter groß werden können. Meist findet er sich jedoch in Form gerundeter Körner und massiger Aggregate von schwarzer, bräunlicholivgrüner, gelbbrauner bis gelber Farbe bei dunkelgrünlichbrauner bis gelblichbrauner Strichfarbe. Frische Mineralproben weisen einen pech- bis glasähnlichen Glanz auf, der durch Verwitterung mit der Zeit in einen eher harzähnlichen Glanz übergeht, bis die Proben schließlich matt werden.

## Etymologie und Geschichte
Erstmals entdeckt wurde Brannerit nahe Kelley Gulch, etwa 14 Meilen nordwestlich von Stanley im Custer County des US-Bundesstaates Idaho. Beschrieben wurde das Mineral im Jahr 1920 durch Frank L. Hess und Roger C. Wells, die es nach dem amerikanischen Geologen und ehemaligen Präsidenten der Stanford University (Kalifornien) John Casper Branner (1850–1922) benannten.
Typmaterial des Minerals wird im National Museum of Natural History in Washington D.C. in den USA unter den Katalog-Nr. 105793 und 114997 aufbewahrt.

## Klassifikation
In der veralteten 8. Auflage der Mineralsystematik nach Strunz gehörte der Brannerit zur Mineralklasse der „Oxide und Hydroxide“ und dort zur Abteilung der „MO2- und verwandte Verbindungen“, wo er zusammen mit Thorutit die „Brannerit-Reihe“ mit der Systemnummer IV/D.12 bildete.
Im zuletzt 2018 überarbeiteten „Lapis-Mineralienverzeichnis“, das sich im Aufbau noch nach der alten Form der Systematik von Karl Hugo Strunz richtet, erhielt das Mineral die System- und Mineral-Nr. IV/D.22-020. In der „Lapis-Systematik“ entspricht dies der Klasse der „Oxide und Hydroxide“ und dort der Abteilung „Oxide mit dem Stoffmengenverhältnis Metall : Sauerstoff = 1 : 2 (MO2 und verwandte Verbindungen)“, wo Brannerit zusammen mit Orthobrannerit und Thorutit eine unbenannte Gruppe mit der Systemnummer IV/D.22 bildet.
Die von der International Mineralogical Association (IMA) zuletzt 2009 aktualisierte 9. Auflage der Strunz’schen Mineralsystematik ordnet den Brannerit in die Klasse der „Oxide (Hydroxide, V[5,6]-Vanadate, Arsenite, Antimonite, Bismutite, Sulfite, Selenite, Tellurite, Iodate)“ und dort in die Abteilung „Metall : Sauerstoff = 1 : 2 und vergleichbare“ ein. Diese ist weiter unterteilt nach der relativen Größe der beteiligten Kationen und der Kristallstruktur, so dass das Mineral entsprechend in der Unterabteilung „Mit großen (± mittelgroßen) Kationen; Lagen kantenverknüpfter Oktaeder“ zu finden ist, wo es zusammen mit Orthobrannerit und Thorutit die „Brannerit-Orthobrannerit-Gruppe“ mit der Systemnummer 4.DH.05 bildet.
Die vorwiegend im englischen Sprachraum gebräuchliche Systematik der Minerale nach Dana ordnet den Brannerit in die Klasse der „Oxide und Hydroxide“ und dort in die Abteilung „Mehrfache Oxide mit Nb, Ta und Ti“ ein. Hier findet er sich zusammen mit Thorutit in einer unbenannten Gruppe mit der Systemnummer 08.03.04 innerhalb der Unterabteilung „Mehrfache Oxide mit Nb, Ta und Ti und der Formel A(B2O6)“.

## Kristallstruktur
Brannerit kristallisiert monoklin in der Raumgruppe C2/m (Raumgruppen-Nr. 12) mit den Gitterparametern a = 9,81 Å; b = 3,77 Å; c = 6,92 Å und β = 119,0° sowie 2 Formeleinheiten pro Elementarzelle.

## Eigenschaften
Das Mineral ist durch seinen Urangehalt von bis zu 33,5 % sehr stark radioaktiv. Unter Berücksichtigung der Mengenanteile der radioaktiven Elemente in der idealisierten Summenformel sowie der Folgezerfälle der natürlichen Zerfallsreihen wird für das Mineral eine spezifische Aktivität von etwa 60,221 kBq/g angegeben (zum Vergleich: natürliches Kalium 0,0312 kBq/g). Der zitierte Wert kann je nach Mineralgehalt und Zusammensetzung der Stufen deutlich abweichen, auch sind selektive An- oder Abreicherungen der radioaktiven Zerfallsprodukte möglich und ändern die Aktivität.
Aufgrund seiner Radioaktivität ist Brannerit meist völlig metamikt, das heißt seine Kristallstruktur wurde durch seine eigene, ionisierende Strahlung zerstört.

## Modifikationen und Varietäten
Absit ist eine nicht mehr gebräuchliche Bezeichnung für eine ThO2-haltige Varietät von Brannerit.

## Bildung und Fundorte

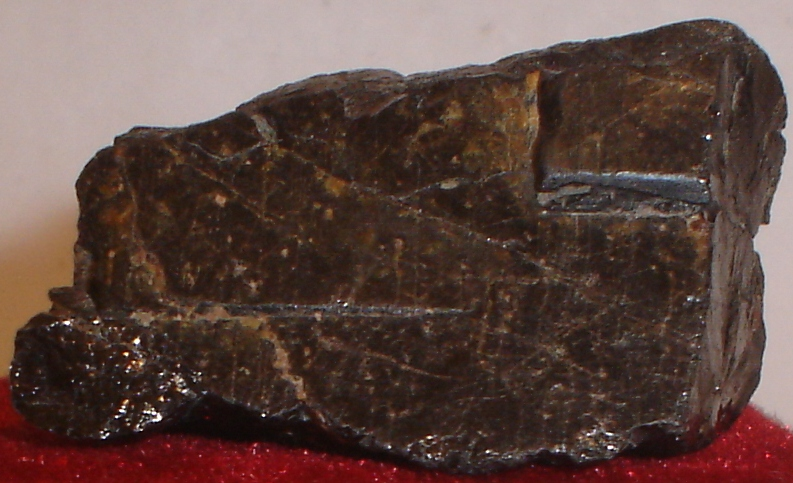
Tafelig verzwillingte Branneritkristalle aus der Uranlagerstätte im Oberpfälzer Wald (Größe: 3,5 × 2,5 × 1,8 cm)

Brannerit bildet sich entweder primär in granitischen Pegmatiten und granitischen Gneisen, verkieselten Konglomeraten und hydrothermalen Quarz- und Calcit-Adern oder findet sich detritisch in Seifenlagerstätten. Als Begleitminerale treten unter anderem Apatit, Gold, Rutil, Uraninit, Xenotim, Zirkon.
Als eher seltene Mineralbildung kann Brannerit an verschiedenen Fundorten zum Teil zwar reichlich vorhanden sein, insgesamt ist er aber wenig verbreitet. Als bekannt gelten bisher (Stand: 2013) rund 200 Fundorte. Neben seiner Typlokalität Kelley Gulch konnte das Mineral unter anderem noch an mehreren Orten in Idaho sowie am Bokan Mountain (Prince-of-Wales-Insel) in Alaska, in den Swisshelm Mountains (Cochise County) in Arizona, an mehreren Fundpunkten in Colorado, Kalifornien, Nevada, New Mexico und Washington gefunden werden.
In Deutschland trat Brannerit bisher nur in der Uranlagerstätte Müllenbach bei Baden-Baden in Baden-Württemberg, der Uranlagerstätte bei Mähring und im Wölsendorfer Fluoritbergbaugebiet in Bayern zutage.
In Österreich konnte das Mineral unter anderem im Gebiet um Friesach und Hüttenberg, in den Hohen Tauern von Kärnten bis Salzburg sowie bei Oberdorf im Lamingtal und bei Eisenerz in der Steiermark gefunden werden.
In der Schweiz fand sich Brannerit auf der Mürtschenalp im Murgtal (Kanton Glarus) und im Vorderrheintal (Graubünden), bei Augstchamm im Weisstannental (St. Gallen), in Iragna (Tessin) sowie in der Grube Lengenbach im Binntal und bei Tête des Econduits am Mont Chemin im Kanton Wallis.
Weitere Fundorte liegen unter anderem in Argentinien, Australien, Belgien, Bolivien, Brasilien, China, Finnland, Frankreich, Guyana, Indien, Italien, Japan, Kanada, Kasachstan, Kirgisistan, Marokko, der Mongolei, Namibia, Norwegen, Polen, Russland, Sambia, Schweden, der Slowakei, in Spanien, Südafrika, Tschechien, Ukraine, Ungarn und im Vereinigten Königreich (Großbritannien).

## Verwendung
Bei lokaler Anhäufung dient Brannerit gelegentlich zusammen mit anderen Uranmineralen als Uranerz.

## Vorsichtsmaßnahmen
Aufgrund seiner starken Radioaktivität sollten Proben von Brannerit nur in staub- und strahlungsdichten Behältern aufbewahrt und fernab von Mensch und Tier gelagert werden. Die Aufnahme in den Körper (Inkorporation) und direkter Körperkontakt sollten vermieden werden. Beim Umgang mit dem Mineral ist Sicherheitskleidung, mindestens in Form von Mundschutz und Handschuhen, zu tragen.